# 35 Dywizja Zmechanizowana
35 Krasnogradzka Dywizja Zmechanizowana (ros. 35-я танковая дивизия) – związek taktyczny Armii Radzieckiej przejęty przez  Siły Zbrojne Federacji Rosyjskiej.
W końcowym okresie istnienia Związku Socjalistycznych Republik Radzieckich dywizja stacjonowała na terenie Niemieckiej Republiki Demokratycznej. W tym czasie wchodziła w skład 20 Armii. Dyslokowana do Rosji i rozformowana w 1992.

## Struktura organizacyjna
Skład w 1990:
- dowództwo i sztab – Krampnitz
- 62 Słonimsko-Pomorski pułk zmotoryzowany;
- 64 Słucko-Pomorski pułk zmotoryzowany;
- 69 Poroskurowski pułk zmotoryzowany;
- 83 Gwardyjski Niżnieński pułk zmotoryzowany;
- 219 Kremeńczucko-Berliński pułk czołgów;
- 19 batalion czołgów;
- 283 Gwardyjski Warszawski pułk artylerii samobieżnej;
- 200 Brzeski pułk rakiet przeciwlotniczych;
- 485 dywizjon artylerii przeciwpancernej;
- 59 batalion rozpoznawczy;
- 647 Warszawski batalion łączności;
- 18 batalion inżynieryjno-saperski;
- 283 batalion obrony przeciwchemicznej;
- 1127 batalion zaopatrzenia;
- 37 batalion remontowy;
- 60 batalion medyczny.